# Bronislav Kaminskij
Bronislav Kaminskij, ryska Бронислав Каминский, född 16 juni 1899 i Vitsebsk, död 28 augusti 1944 i Litzmannstadt, var en sovjetisk militär och nazistkollaboratör av polsk-tysk härkomst.

## Biografi
Under andra världskriget bytte Kaminskij sida och blev befälhavare för RONA (Russkaja Osvoboditelnaja Narodnaja Armija), en rysk kollaborationistisk styrka som bekämpade sovjetiska partisaner och antinazistiska motståndsrörelser i Brjansk-området, Vitryssland och Polen och som i juni 1944 inkorporerades i Waffen-SS. Kaminskij fick smeknamnet ”Krigsherren från Brjanskskogen”.
Vid den tyska reträtten 1944 ledde Kaminskij 15 000 soldater och 20 000 civila genom Vitryssland till Övre Schlesien. När Warszawaupproret inleddes var Kaminskij brigadgeneral för 29:e SS-divisionen, 29. Waffen-Grenadier-Division der SS RONA (russische Nr. 1). Kaminskijs ryska brigad och Oskar Dirlewangers brigad, som bestod av ett flertal dömda kriminella, sattes in den 4 augusti 1944 mot upprorsmännen i Warszawa. Dessa två brigader svarade för de grövsta krigsbrotten: massmord, våldtäkter, plundring. Under augusti mördades 10 000 civila, inklusive barn och gravida, i Ochota. Radiuminstitutet stormades, varvid patienter och sjukhuspersonal mördades och byggnaden brändes ner.
När Erich von dem Bach-Zelewski tog över befälet för kväsandet av upproret protesterade han till Hitlers högkvarter mot det meningslösa mördandet och fick godkännande att upplösa Kaminskijs brigad. von dem Bach-Zelewski lät gripa och dömde Kaminskij till döden för plundring, ett brott belagt med dödsstraff. Domen verkställdes med nackskott av Gestapo i Łódź. Officiellt hade Kaminskij dödats i ett bakhåll av polska partisaner.
Kaminskijs brigad utsattes för en polsk hämndaktion den 2 september 1944, då hundratals av hans soldater dödades eller sårades i närheten av byn Truskaw. Stora mängder plundrade juveler, klockor och guld påträffades hos de döda i Kaminskijs brigad. De återstående soldaterna blev överförda till Andrej Vlasovs division inom SS.